# اسقف اعظم کانتربری
اسقف اعظم کانتربری (انگلیسی: Archbishop of Canterbury) اسقف ارشد و رهبر اصلی کلیسای انگلستان، رئیس نمادین کمونیون انگلیکن در سراسر جهان و اسقف وابسته به قلمرو اسقفی اسقف‌نشین کانتربری است. جاستین ولبی اسقف اعظم فعلی است. برتخت نشینی وی در ۲۱ مارس ۲۰۱۳ در کلیسای جامع کنتربری رخ داد. ولبی ۱۰۵مین نفر در خطی است که قدمتی بیش از ۱۴۰۰ سال دارد و از آگوستین کانتربری «رسول به انگلیسیان» می‌رسد که از رم در سال ۵۹۷ گسیل شده بود. ولبی جانشین روآن ویلیامز شد. از زمان اصلاحات کلیسای انگلستان کلیسای انگلستان به صراحت دین رسمی و به طور قانونی، انتخاب اسقف اعظم از آنِ مقام سلطنت است که امروزه توسط پادشاه به مشاوره نخست وزیر که لیست کوتاهی از دو نامزد را از یک کمیته موقت به نام کمیسیون نامزد تاج دریافت می‌کند، صورت می‌گیرد.